# Nagyari József
Nagyari József, olykor Nagy-Ari formában is (Nagyvárad, 1651 – Fogaras?, 1694. február 14.) magyar református lelkész, egyházi író, Nagyari Benedek fia.

## ÉLete
Tanulmányainak befejeztével külföldre ment, és 1674. október 12-től a franekerai, 1676. február 10-től a leideni egyetem hallgatója volt. Hazatérve, 1679-ben fogarasi lelkész és egyúttal I. Apafi Mihály erdélyi fejedelem udvari papja lett. Nagyhírű prédikátor volt, beszédeit kortársai nagyra becsülték. 1694-ben hunyt el. Halálára írt gyászversek még azon évben megjelentek.

## Művei
- 1. Disputatio Theologica de Εμπυρισμω Seu inflammatione Sacrificiorum per ignem coelestem. Qvam… Sub Praesidio… Christophori Wittichii… in Academia Lugd. Batavâ… ventilandam proponit… Auct. & Resp. Lugduni Batavorum, 1676
- 2. Disputatio Theologica Περι Της ασϑενειας και αδυναμιας του σαρκος, &c. Rom. 5. v. 7. 8. Qvam… Sub Praesidio… Christophori Wittichii… in Academia Lugd. Batavâ… Publice ventifandam proponit. Lugduni Batavorum, 1677
- 3. Disputatio Theologica Περι Της Δικαιοματος του Θεου. Ex Rom. 1. 32. Seu De Jure Dei Legislatoris. Qvam… Sub Praesidio… Francisci Burmann… Publice ventilandam proponit. Ultrajecti, 1677
- 4. Kegyes ösztön. Keresd, 1684
- 5. Elégséges kegyelem… Keresd, 1684
- Nagyari József tábori prédikációi, 1681–1683; sajtó alá rend., szöveggond., jegyz., előszó, tan. Győri L. János; Kossuth Egyetemi, Debrecen, 2002 (Csokonai könyvtár. Források)

Gyászverseket írt: Justa Piis Manibus… Basel, 1674. és Ferialis… Utrecht, 1677 című munkákba.